# Патрис дьо Мак Маон
Мари Едме-Патрис дьо Мак Маон, първи херцог на Маджента (на френски: Marie-Edmé-Patrice de Mac Mahon, duc de Magenta, 13 юни 1808 – 17 октомври 1893) е маршал на Франция, политик.
Той става първият президент на Третата република (1875 до 1879). Известен е също като един от основните главнокомандващи във Френско-пруската война.